# Athyrma eupepla
Athyrma eupepla là một loài bướm đêm trong họ Erebidae.